# Alcides (football)
Alcides Eduardo Mendes de Araújo Alves, plus connu sous le nom de Alcides, est un joueur de football brésilien, né le 13 mars 1985 à São José do Rio Preto, au Brésil. Il évolue actuellement au poste de défenseur central au Dniepr Dniepropetrovsk.

## Carrière
Alcides a commencé sa carrière au Brésil, à Vitoria. Puis, il rejoint l'Europe et l'Allemagne en 2003 lorsqu'il signe à Schalke 04. Faute de temps de jeu, il regagne le pays et Santos. Six mois plus tard, Chelsea le repère et le fait signer, avant de la prêter à Benfica, où la langue parlée est sa langue maternelle. Après deux ans dans le club portugais, Chelsea décide de le prêter à nouveau, mais au PSV Eindhoven. À l'été 2008, il est enfin rappelé chez les Blues pour suppléer Ricardo Carvalho, sur le départ. Mais il quitte quelques jours après le club londonien pour s'engager avec le Dniepr Dniepropetrovsk.
À son époque brésilienne, Alcides a été enlevé. Toutefois, il réussit à se sauver en faisant croire à ses ravisseurs qu'il n'était pas un footballeur[réf. souhaitée].